# راجندران کریستی
راجندران کریستی (انگلیسی: Rajendran Christie; ۱ ژوئیهٔ ۱۹۳۸ – ۲۲ دسامبر ۱۹۹۲) بازیکن هاکی روی چمن اهل هند بود.
وی به‌همراه تیم ملی هاکی روی چمن مردان هند به قهرمانی بازی‌های المپیک تابستانی ۱۹۶۴ دست پیدا کرده‌ است.